# Pidhirja Drohobycz
Pidhirja Drohobycz (ukr. ТСТ «Підгір'я» Дрогобич) – ukraiński klub piłkarski z siedzibą w mieście Drohobycz, na zachodzie kraju, działający w latach 1923–1944.

## Historia
Chronologia nazw:
- 1923: Pidhirja Drohobycz (ukr. ТСТ «Підгір'я» Дрогобич)
- 1944: klub rozwiązano

Towarzystwo sportowo-turystyczne Pidhirja zostało założone w Drohobyczu w 1923 roku z inicjatywy profesora M. Bajraka, dr Kociuby, inż. O. Tatarskiego, dr W. Kobilnyka, M. Murowicza, Juliana Sawaryna, Z. Szczerbana, ks. S. Maciuraka. Według innej wersji, powstało w 1922 roku i istniało w formie trzech niezależnych stowarzyszeń o tej samej nazwie – „Pidhirja” (stowarzyszenie studenckie, na którego czele stał M. Bajrak), „Pidhirja”-2 (stowarzyszenie uczniowskie), „Pidhirja” (stowarzyszenie Płastun). Pierwszym dyrektorem klubu został nauczyciel łaciny i starożytnej greki w Drohobyckim Gimnazjum Ukraińskim im. Iwana Franki Mykoła Bajrak. Pierwszy skład zespołu przedstawiał się następująco: Stefan Tatarski, Osyp Tatarski, Julian Tatarski, Wołodymyr Kociuba, Wołodymyr Kobilnyk, R. Gurgel, Z. Szczerban, P. Woźniak, O. Weseły, Julian Sawaryn, W. Robak, S. Maciurak. Nie mając własnego boiska, drużyna trenowała na „tołokach”, z których jeden zorganizowany był na ulicy Raniewickiego w pobliżu fabryki „Frymeta”.
Już w 1926 roku młode pokolenie sportowców, głównie studentów, które dołączyło do Podhirii, dało impuls do dalszego rozwoju stowarzyszenia, co umożliwiło utworzenie dwóch drużyn piłkarskich. Pierwsze odnotowane mecze rozegrano w 1924 roku przeciwko lwowskiej „Ukrainie”. W Drohobyczu gospodarze przegrali 0:9, a 12 października we Lwowie ponieśli jeszcze bardziej dotkliwą porażkę 0:12.
W pierwszej dekadzie swojej historii drużyna rywalizowała głównie w meczach towarzyskich lub turniejach lokalnych z drohobyckimi Bejtarem, Kolejarzem i Sokołem, Ropnykiem z Borysławia, Skałą ze Stryja, Dniestrem z Sambora, Berkutem z Przemyśla.
Klub brał czynny udział w działalności Ukraińskiego Związku Sportowego (USS), do którego przystąpił wiosną 1926 roku. Po przystąpieniu do Polskiego Związku Piłki Nożnej (PZPN) w 1932 roku, klub miał szansę wejść na wyższy poziom turniejowy. Jako członek Lwowskiego Okręgowego Związku Piłki Nożnej zespół startował w klasie B mistrzostw LOZPN. W 1935 zajął w tabeli przedostatnie 6.miejsce.
Podczas okupacji niemieckiej w latach 1941-1944 klub uczestniczył w rozgrywkach Mistrzostw Galicji. W 1943 występował w klasie B, a w 1944 również w klasie B, jednak pobliskie walki na froncie uniemożliwiły dokończenie sezonu. W sierpniu 1944 z przyjściem radzieckich wojsk klub został rozwiązany.

## Znani piłkarze
- Kłyment Kicyła
- Konstanty Kicyła
- Wołodymyr Kobilnyk
- Roman Sasyk